# Kruså
Kruså (Duits:Krusau) is een plaats in de Deense regio Zuid-Denemarken, gemeente Aabenraa, met 1718 inwoners (2007).
In het boek "Philip en de anderen" van Cees Nooteboom (1954) wordt de oude paspoortcontrole bij Kruså genoemd.
- Library of Congress Control Number: n79103051
- Nationale Bibliotheek van Israël: 987007550329205171
- Virtual International Authority File: 150086458